# Нортфілд (Іллінойс)
Нортфілд (англ. Northfield) — селище (англ. village) в США, в окрузі Кук штату Іллінойс. Населення — 5751 особа (2020).

## Географія
Нортфілд розташований за координатами 42°6′9″ пн. ш. 87°46′45″ зх. д. / 42.10250° пн. ш. 87.77917° зх. д. (42.102571, -87.779169).  За даними Бюро перепису населення США в 2010 році селище мало площу 8,32 км², уся площа — суходіл.

## Демографія
Згідно з переписом 2010 року, у селищі мешкало 5420 осіб у 2190 домогосподарствах у складі 1538 родин. Густота населення становила 651 особа/км².  Було 2381 помешкання (286/км²).
Расовий склад населення:
| - 91,3 % — білих - 6,8 % — азіатів - 0,5 % — чорних або афроамериканців - 0,1 % — корінних американців |

До двох чи більше рас належало 0,8 %. Частка іспаномовних становила 2,9 % від усіх жителів.
За віковим діапазоном населення розподілялося таким чином: 23,8 % — особи молодші 18 років, 54,0 % — особи у віці 18—64 років, 22,2 % — особи у віці 65 років та старші. Медіана віку мешканця становила 48,2 року. На 100 осіб жіночої статі у селищі припадало 90,9 чоловіків;  на 100 жінок у віці від 18 років та старших — 88,8 чоловіків також старших 18 років.
Середній дохід на одне домашнє господарство  становив 158 447 доларів США (медіана — 96 989), а середній дохід на одну сім'ю — 185 965 доларів (медіана — 124 054). Медіана доходів становила 84 900 доларів для чоловіків та 62 250 доларів для жінок. За межею бідності перебувало 4,9 % осіб, у тому числі 6,9 % дітей у віці до 18 років та 4,3 % осіб у віці 65 років та старших.
Цивільне працевлаштоване населення становило 2312 особи. Основні галузі зайнятості: освіта, охорона здоров'я та соціальна допомога — 26,4 %, фінанси, страхування та нерухомість — 16,5 %, мистецтво, розваги та відпочинок — 10,6 %, роздрібна торгівля — 10,3 %.